# 儒户
儒户是元代独有的一种不分种族的户籍。宋元交替之际，大量儒士死亡和转而从事其他行业，于是元朝建立了这种制度来保护儒士。划为儒户要经过考选，并不是所有儒士都能获得这种户籍。儒户可以参加岁贡儒吏考试，免除除商税、地税之外的杂税。

## 考选
首次儒户考试是1237年由耶律楚材主持，选入4030人。1252年、1276年3月亦选入3890儒户。南方则由地方推举，在宋朝科举获功名以及有名望的学人可直接选入。1289年，忽必烈下诏等级江南人口户籍，次年正式施行，此次等级成为后来户计的依据。